# Karleskees
Karleskees är en glaciär i Österrike. Den ligger i förbundslandet Tyrolen, i den centrala delen av landet. Karleskees ligger 2 650 till 2 400 meter över havet.
Karleskees ligger norr om bergskammen som sammanbinder Innerer Knorrkogel och Äußerer Knorrkogel.
Trakten runt Karleskees består i huvudsak av alpin tundra.